# فیرچایلد ریپابلیک ای-۱۰ تاندربولت ۲

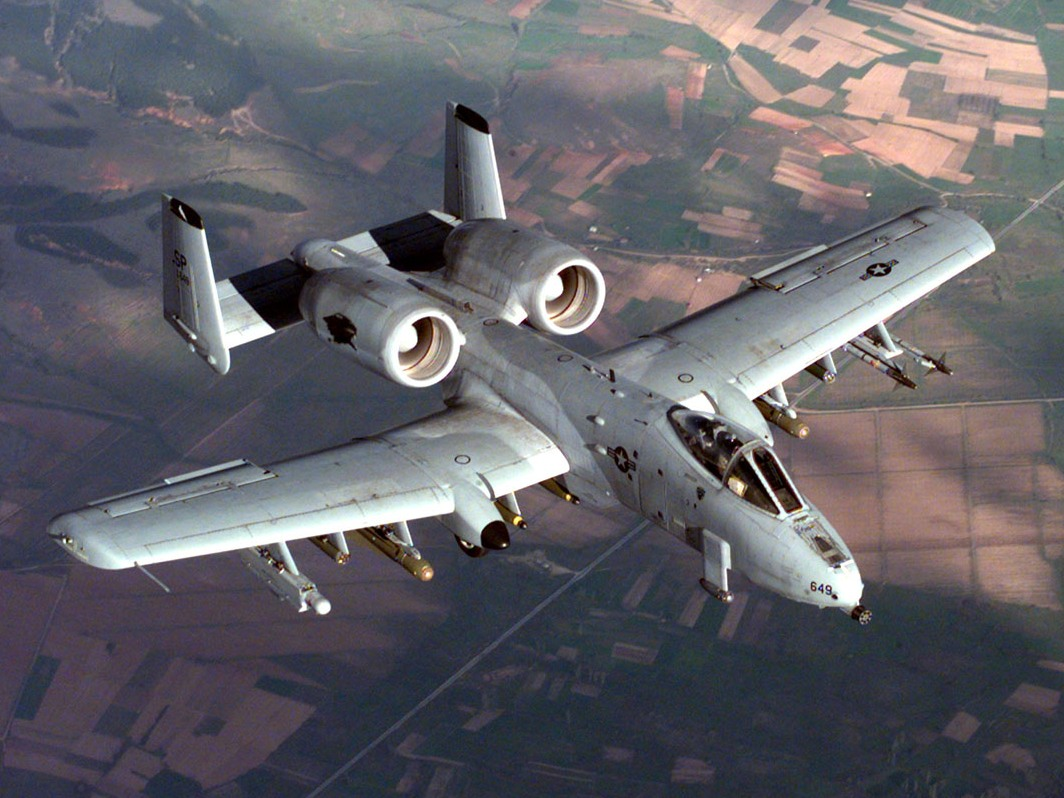
هواپیمای جنگی ای-۱۰ تاندربولت ۲

فیرچایلد ریپابلیک ای-۱۰ تاندربولت ۲ (به انگلیسی: Fairchild Republic A-10 Thunderbolt II) از جمله نخستین هواپیماهای نظامی فرو صوت آمریکایی است که برای حمایت نزدیک از نیروهای زمینی به هنگام نبرد طراحی و ساخته شده‌است. این هواپیما که طرحی ساده اما کارآمد دارد با دو موتور توربوفن و گنجایش یک خلبان، برای مقابله با اهداف زمینی مانند تانک، زره‌پوشهای مسلح و دیگر اهداف نظامی مسلح به‌کار می‌رود. پشتیبانی از نیروهای خودی در شب و روز از فاصله نزدیک از جمله دیگر توانایی‌های این هواپیمای نظامی است. کاربردهایی نظیر جستجو و نجات سربازان گمشده یا آنان که دچار سانحه شده‌اند نیز به سادگی با این هواپیما قابل انجام است. این هواپیمای نظامی را که به وارتاگ (Warthog گراز زگیل‌دار) مشهور است می‌توان نسل بعدی هواپیماهای پ-۴۷ تاندربولت (P-47 Thunderbolt)، مربوط به جنگ جهانی دوم، نامید. بال‌های بلند این هواپیما به آن قدرت مانور زیاد در سرعت کم و ارتفاع پایین می‌دهد. برخاست و فرود در مدت‌زمان کوتاه از دیگر ویژگی‌های این هواپیمای نظامی است که به‌کارگیری آن را در نزدیکی جبهه‌های نبرد هم ممکن می‌کند. این هواپیما می‌تواند مدت‌ها با سرعت نسبتاً کم ۳۲۰ کیلومتر در ساعت در ارتفاع پائین‌تر از ۳۰۰ متری زمین با شعاع دید حدود ۴/۲ کیلومتر، حرکت کند. با این ویژگی‌ها آ-۱۰ می‌تواند نقطه ضعف جنگنده‌های پر سرعت را -که توان زدن هدف‌های کوچک با سرعت کم را ندارند- پوشش دهد.
ای-۱۰ بر اساس توپ گاتلینگ ۳۰ میلی‌متری جی ای یو-۸ اَونجر (به انگلیسی:GAU-8 Avenger)که جنگ‌افزار اصلی این هواپیما است طراحی شده و سنگین‌ترین توپ اتوماتیکی است که تاکنون روی یک هواپیما نصب شده‌است. این توپ قادر به ذخیره ۱۱۷۴ گلوله ۳۰ میلیمتری از نوع ۱۶۳×۳۰ میلیمتری ذخیره می‌کند که توپ به همراه مهمات ۱۶ درصد از وزن جنگنده را به خود اختصاص دارد. یکی از عواملی که تابحال مانع از جایگزینی ای ۱۰ شده توپ جنگنده است که نسخه‌هایی از اف ۱۵ و اف ۱۶ جهت جایگزینی ان معرفی ولی به دلیل لگد سنگین توپ قادر به بهره بردن از چنین توپی نیستند.
این هواپیما در جنگ سال ۱۹۹۰–۱۹۹۱ ائتلاف علیه عراق به تنهایی بیش از ۵۰ درصد تانک‌های عراقی و ۳۱ درصد کل نفربرهای زرهی این کشور را نابود کرد.

## خصوصیات

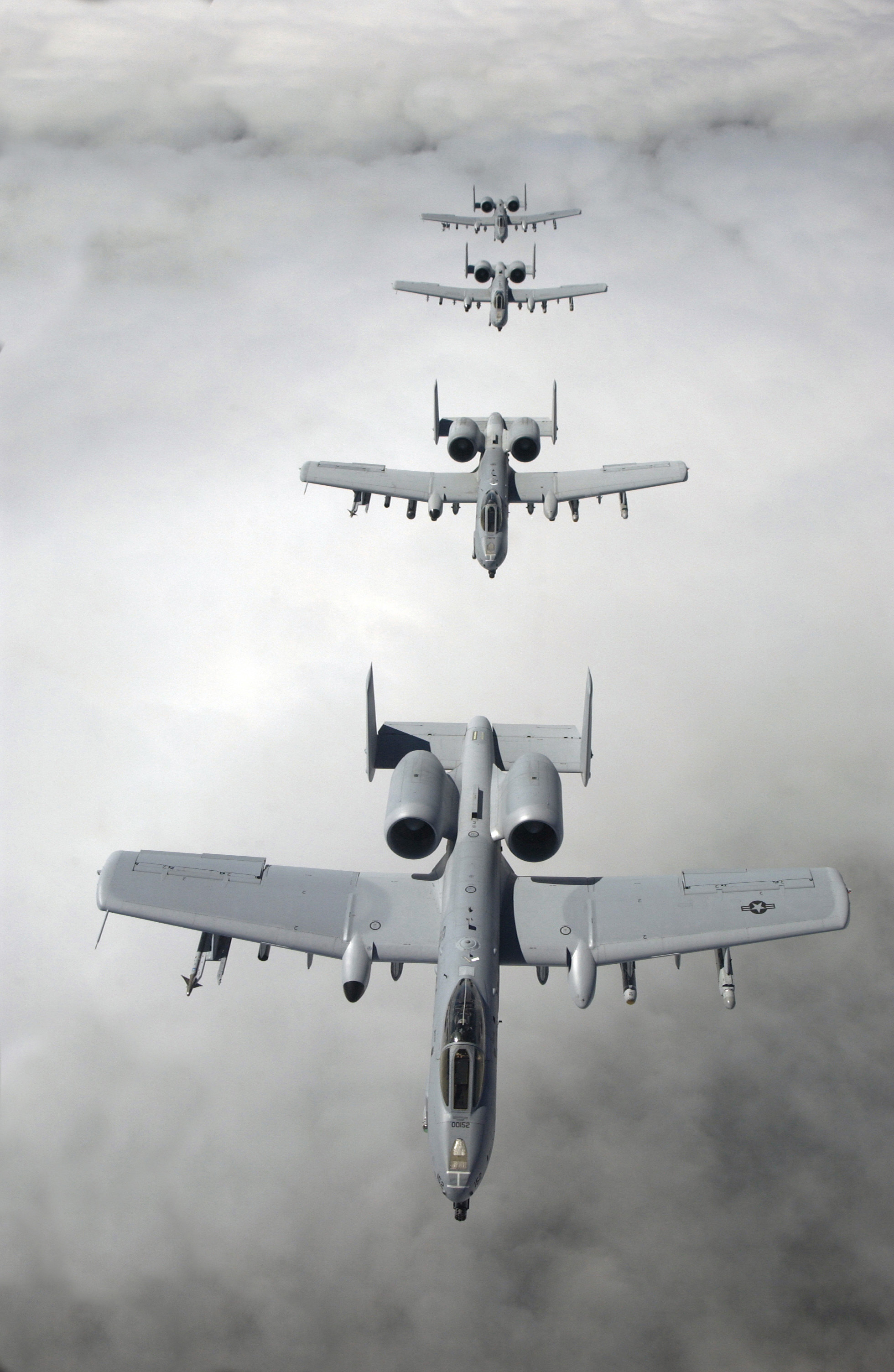
چهار هواگرد تهاجمی فیرچایلد ریپابلیک ای-۱۰ تاندربولت ۲ در حین مأموریت، ۲۵ می ۲۰۰۵-تاندربولت برای پشتیبانی نزدیک هوایی از نیروهای زمینی طراحی شده و می‌تواند علیه همه اهداف زمینی از جمله تانک و سایر خودروهای زرهی مورد استفاده قرار گیرد.

- موتورهای توربوفن این هواپیما از نوع TF-34-100/A شرکت جنرال الکتریک است که در بالای دو بال کوچک پشت هواپیما نصب شده‌اند. به منظور پایدارسازی سازه نگهدارنده موتور، دو استابلایزر به صورت عمودی در دو انتهای بال‌های پشتی قرار داده شده‌است.
- مسلسل گاتلینگ ۳۰ میلیمتری که بر روی این هواپیما تعبیه شده‌است ۳۹۰۰ گلوله در دقیقه شلیک می‌کند و توسط سامانه‌های کنترل الکترونیکی مرتبط با سامانه‌های ناوبری به سادگی قابلیت آتش روی اهداف متحرک را مهیا می‌کند.
- سیستم دید در شب این هواپیما به خلبان امکان می‌دهد به‌هنگام شب اطراف را به‌وضوح مشاهده کند. اطراف محوطه‌ای که خلبان می‌نشیند توسط بدنه محکم از جنس تیتانیوم محافظت می‌شود.
- برخلاف نسل قبلی، این هواپیما می‌تواند حتی در صورت انفجار، خلبان را به بیرون پرتاب کند و او را نجات دهد. وجود سامانه‌های موازی کنترل جنگ در این هواپیما به خلبان اجازه می‌دهد تا در مواردی که سامانه خودکار صدمه دیده‌است و حتی امکان کنترل‌های هیدرولیک وجود ندارد، به صورت دستی هواپیما را تا مقصد هدایت کند.
- قابلیت تعمیر و تعویض سریع قطعات به نیروهای نظامی امکان می‌دهد تا بتوانند این هواپیما را در صورت صدمه دیدن در جبهه جنگ، حتی بدون بردن به آشیانه، برای پرواز بعدی آماده کنند.

## پیدایش
اولین نوع از این هواپیما در سال ۱۹۷۵ ساخته شد و تحویل یکی از پایگاه‌های نیروی هوایی آمریکا گردید. در جنگ‌های دهه ۱۹۸۰ در اروپای شرقی از این هواپیما برای مقابله با تانک‌های روسی استفاده شد. در جنگ خلیج فارس سال ۱۹۹۱ نیروهای آمریکایی بیش از ۸۱۰۰ سورتی پرواز با این هواپیمای نظامی داشتند. بیش از ۹۰ درصد از موشکهای هوا به زمین AGM-۶۵ شلیک شده در جنگ خلیج فارس، توسط این هواپیماها شلیک شد. طی این نبردها حدود ۱۰۰۰ تانک، ۲۰۰۰ نفربر و بیش از ۱۲۰۰ سلاح سنگین توپخانه از بین رفتند. اما برخلاف انتظار فقط ۵ فروند از این هواپیما در این جنگ سقوط کرد.

## ویژگی‌ها

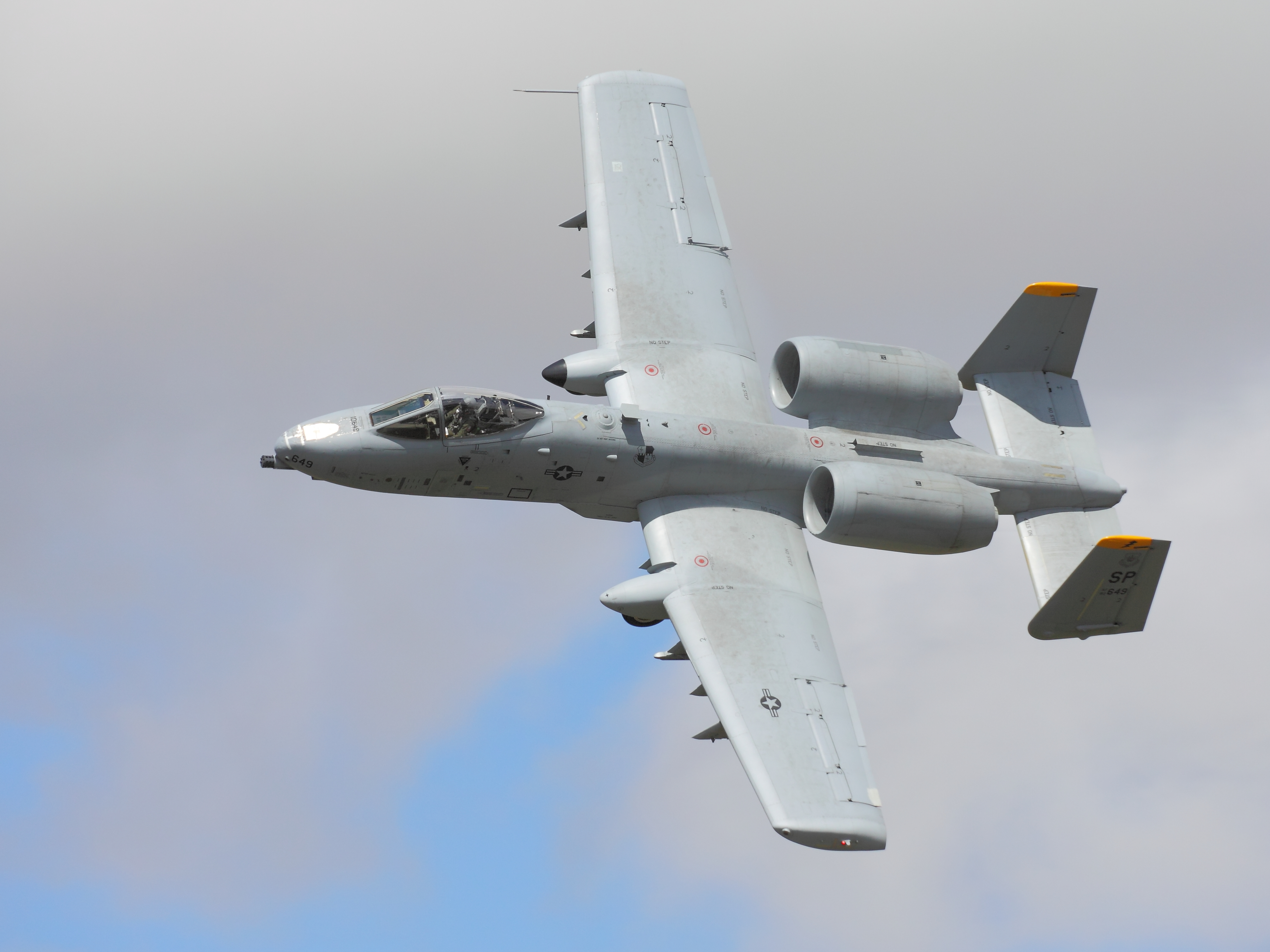
هواپیمای جنگی ای-۱۰ تاندربولت ۲

وزن هواپیما بدون متعلقات ۱۱٫۳۲۱ تن، در حالت عادی ۱۳٫۷۸۲ تن است. این هواپیما می‌تواند تا ۴/۸۵۳ تن سوخت و ۷ تن مهمات جنگی با خود حمل کند.
قیمت این هواپیما حدود ۱۱٫۸ میلیون دلار است. (دلار سال ۱۹۹۸)
پیش‌بینی می‌شود این گونه از هواپیماهای جنگی تا سال ۲۰۲۸ در خدمت باشند و پس از آن با گونه هواپیمای اف۳۵ جنگنده تهاجمی مشترک (F35 Joint Strike Fighter) جایگزین شوند. جنگنده تهاجمی مشترک هواپیمایی است که آمریکا با مشارکت هم‌پیمانان اروپایی خود به‌خصوص انگلیس در حال ساخت آن است.

## مشخصات پروازی

### مشخصات عمومی
- سرنشین: یک نفر
- وزن خالی: ۱۱٬۳۲۱ کیلوگرم
- فاصله بین ۲ نوک بال: ۱۷٫۵۳ متر
- طول کلی بدنه: ۱۶٫۲۶ متر
- ارتفاع هواپیما: ۴٫۴۷ متر
- مساحت بال: ۴۷٫۰ متر مربع
- وزن بارگیری: ۱۳٬۷۶۲ کیلوگرم

1. مأموریت پشتیبانی نزدیک هوایی:۲۱٬۳۶۱ کیلوگرم
2. مأموریت ضد زرهی:۱۹٬۰۸۳ کیلوگرم

- حداکثر وزن برخاست:۲۳ تن
- موتور هواگرد:۲× توربوفن جنرال الکتریک تی اف۳۴-جی ای-۱۰۰اِی (به انگلیسی: General Electric TF34-GE-100A)، هر کدام ۴۰٫۳۲ کیلو نیوتون
- ظرفیت سوخت داخلی:۴٬۹۹۰ کیلوگرم